# Irsko na Letních olympijských hrách 1980
Irsko se účastnilo Letní olympiády 1980 v Moskvě. Zastupovalo ho 47 sportovců (44 mužů a 3 ženy) v 11 sportech.

## Medailisté
| Medaile | Jméno                         | Sport    | Soutěž                    |
| ------- | ----------------------------- | -------- | ------------------------- |
| Stříbro | David Wilkins Jamie Wilkinson | Jachting | třída létající Holanďan   |
| Bronz   | Hugh Russell                  | Box      | muži váha muší – do 51 kg |